# 산탐브로조역
산탐브로조역(이탈리아어: Sant'Ambrogio)은 밀라노 지하철의 2호선과 4호선의 환승역이다.
밀라노 시 중심부의 조수에 카르두치길 (Via Giosuè Carducci)에 위치해 있으며 산탐브로조 광장이 부근에 있다. 사크로 쿠오레 가톨릭 대학교와 레오나르도 다 빈치 과학박물관과 가까우며, 지하에 위치한 역이다.
밀라노 2호선의 역 중에서 모스코바역이나 로레토역의 경우처럼, 산탐브로조 역의 두 선로는 칸막이가 없으며 두 선로 사이에 기둥이 반을 가르고 있는 형태로 되어 있다.

## 역사
1978년 밀라노 지하철 2호선의 카도르나~포르타 제노바 구간이 착공에 들어가면서 건설이 시작되었으며, 1983년 10월 30일 2호선 승강장이 문을 열었다.
2024년 10월 12일 밀라노 지하철 4호선 승강장이 완공되었다. 개통 이후 환승은 지상을 통해 연결되다가 2025년 2월 21일 두 노선을 잇는 지하 환승통로가 개통되면서 비로소 환승역으로 거듭났다.

## 환승
밀라노 교통공사 (ATM)에서 운영하는 버스 노선이 역 근처를 지나간다.
- 버스 정류장

## 시설
이 역에는 다음과 같은 시설이 있다.
- 장애인 승객을 위한 접근 시설
- 엘리베이터 (4호선 승강장)
- 에스컬레이터
- 매표기
- 역 감시카메라